# Кедерицш
Кедерицш (њем. Ködderitzsch) општина је у њемачкој савезној држави Тирингија. Једно је од 75 општинских средишта округа Вајмарер Ланд. Према процјени из 2010. у општини је живјело 128 становника. Посједује регионалну шифру (AGS) 16071044.

## Географски и демографски подаци
Кедерицш се налази у савезној држави Тирингија у округу Вајмарер Ланд. Општина се налази на надморској висини од 201 метра. Површина општине износи 2,8 km². У самом мјесту је, према процјени из 2010. године, живјело 128 становника. Просјечна густина становништва износи 46 становника/km².

## Међународна сарадња
| Мјесто | Држава | Врста сарадње | Од    |
| ------ | ------ | ------------- | ----- |
|        | Пољска | партнерство   | 2001. |
| Извор  |        |               |       |